# Karuta
Karuta (かるた Karuta?, del español carta) es un juego de cartas japonés. Los naipes fueron introducidos en Japón por los comerciantes españoles a mediados del siglo XVI.

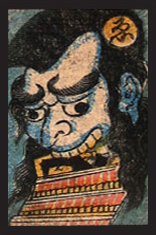
Carta del juego japonés obake karuta (cartas de monstruos), c. inicios del. Cada carta muestra un monstruo de la mitología japonesa y un carácter del silabario hiragana, en este caso, "ゑ".

Los paquetes de Karuta se dividen en dos grupos, los que descienden de cartas portuguesas y los de e-awase. E-awase fue un pasatiempo popular entre los nobles japoneses durante el período Kamakura, aunque su historia se remonta al período Heian.
La idea básica de cualquier juego de karuta es ser capaz de determinar rápidamente que carta es la indicada dentro de un grupo de cartas y luego tomarla antes de que sea tomada por el otro oponente. Para jugar karuta se necesitan dos clases de cartas, una de ellas es la yomifuda (読札) o «cartas de lectura» y la otra es la torifuda (取り札) o «cartas para agarrar». Un tercer jugador debe leer la carta yomifuda, que contiene un poema o un conocido refrán. Entonces los jugadores deben encontrar su torifuda asociada con su contenido.

## Tipos de karuta
Existen muchos tipos de cartas de karuta. 
El Hanafuda consiste en un juego con 48 cartas con diseños de flores. Se compone de doce palos y cuatro cartas por palo. No es necesario conocer el idioma japonés para jugarlo.
En el uta-garuta, los jugadores deben tratar de encontrar las últimas dos líneas de un poema tanka, dadas las primeras tres líneas. A menudo es posible identificar un poema por su primera o segunda sílaba. Los poemas para este juego son tomados del Hyakunin Isshu y son tradicionalmente interpretados en el día de Año Nuevo.
Cualquiera que pueda leer hiragana puede jugar el iroha-garuta. En éste, una torifuda típica muestra una imagen con un kana en la esquina de la tarjeta. Su yomifuda correspondiente muestra un proverbio relacionado con esa imagen, mientras la primera sílaba de dicho proverbio, es el kana dibujado en la esquina.